# Banca Națională a Poloniei
Banca Națională a Poloniei (NBP) (poloneză Narodowy Bank Polski), este banca centrală a Poloniei, o instituție care controlează emiterea monedei naționale pe teritoriul Poloniei, zlotul.
Banca are sediul central la Varșovia și mai are 16 sucursale în marile orașe poloneze. NBP reprezintă Polonia în Sistemul European al Băncilor Centrale, o organizație a Uniunii Europene.

## Istoria
Cu toate că banca există sub numele actual din 1945, este moștenitoarea a două bănci centrale anterioare din Polonia, ambele numite simplu Banca Poloniei (Bank Polski). Prima dintre ele a fost fondată la Varșovia în 1828 de către prințul Franciszek Ksawery Drucki-Lubecki. Instituție a guvernului Regatului Poloniei, are dreptul de a emite moneda poloneză, precum și de a stabili ratele de credit. De asemenea, în sarcina ei este operarea cu valute străine și achiziționarea creditelor emise de companiile străine și bănci.
În timpul celui al doilea război mondial, rezervele de aur ale Poloniei au fost transferate în Marea Britanie și Canada. După război, un proiect de lege pentru peste 68 de milioane de lire sterline, care a acoperit echipamentele și costurile de operare ale forțelor aeriene poloneze în Marea Britanie, a fost plătită din rezervele de aur poloneze depuse în Canada. În 1946, o foarte mică parte a rezervelor de aur de dinainte de război s-au întors la noile autorități comuniste din Polonia, în timp ce fosta Banca a Poloniei a fost închisă și în cele din urmă absorbită în 1952 de nou creata Narodowy Bank Polski.
Acesta din urmă a fost una dintre cele două bănci căreia i s-a permis să opereze în economia planificată postbelică a Poloniei. Aceasta a avut un monopol de valută, credite și acumularea de economii. Cealaltă bancă, PKO Bank Polski, a fost responsabilă pentru conturi private. După căderea sistemului comunist în 1989, economia de piață a fost reintrodusă, iar NBP și-a limitat funcțiile sale la controlul valutar și la supravegherea altor bănci, controlate în mod privat.

## Structura
Structura și funcționarea Narodowy Bank Polski sunt reglementate de articolul 227 din Constituția Poloniei din 1997 și a Legii Narodowy Bank Polski din același an. Președintele NBP este numit de către Seimul Poloniei, la cererea Președintelui Republicii Polone, pentru o perioadă de șase ani. Presedintele NBP este responsabil pentru organizarea și funcționarea băncii centrale poloneze. Aceeași persoană nu poate servi în calitate de președinte al NBP pentru mai mult de două mandate. În afară de funcția sa ca președinte al NBP, el este, de asemenea, și președintele Consiliului de politică monetară, Consiliului de administrație al NBP și a Comisiei pentru supraveghere bancară. Este, de asemenea, responsabil pentru reprezentarea Polonia în sectorul bancar internațional și a instituțiilor financiare.

### Lista președinților NBP
| Rang | Nom                   | Mandat      |    | Rang                    | Nom            | Mandat      |
| ---- | --------------------- | ----------- | -- | ----------------------- | -------------- | ----------- |
| 1er  | Edward Drożniak       | (1945–1949) |    | 11                      | Władysław Baka | (1989–1991) |
| 2    | Witold Trąmpczyński   | (1950–1956) | 12 | Grzegorz Wójtowicz      | (1991)         |             |
| 3    | Edward Drożniak       | (1956–1961) | 13 | Hanna Gronkiewicz-Waltz | (1992–2001)    |             |
| 4    | Adam Żebrowski        | (1961–1965) | 14 | Leszek Balcerowicz      | (2001–2007)    |             |
| 5    | Stanisław Majewski    | (1965–1968) | 15 | Sławomir Skrzypek       | (2007–2010)    |             |
| 6    | Leonard Siemiątkowski | (1968–1972) | 16 | Marek Belka             | (2010–2016)    |             |
| 7    | Witold Bień           | (1973–1980) | 17 | Adam Glapiński          | (Din 2016)     |             |
| 8    | Stanisław Majewski    | (1981–1985) |    |                         |                |             |
| 9    | Władysław Baka        | (1985–1988) |    |                         |                |             |
| 10   | Zdzisław Pakuła       | (1988–1989) |    |                         |                |             |

## Sedii

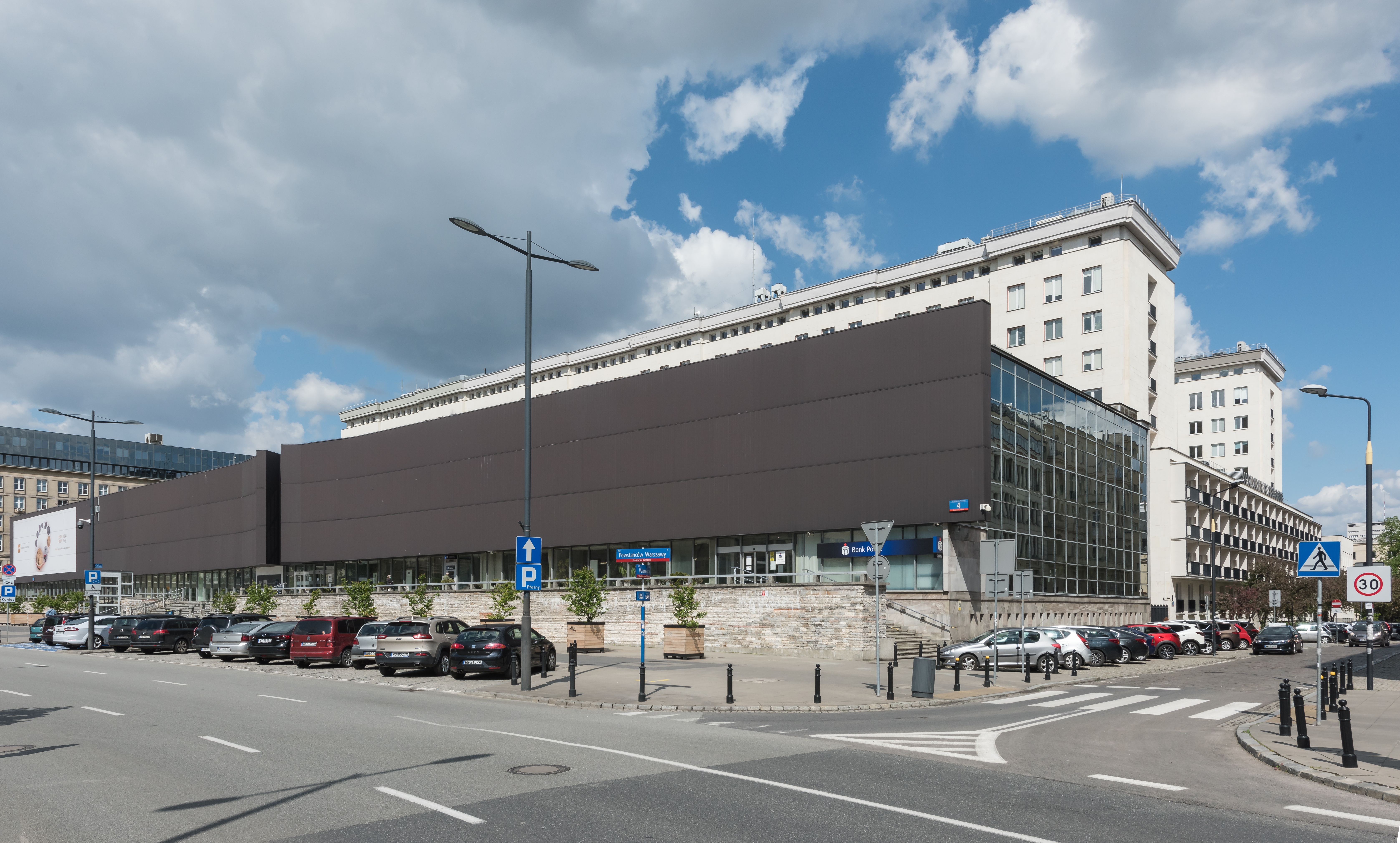
Varșovia
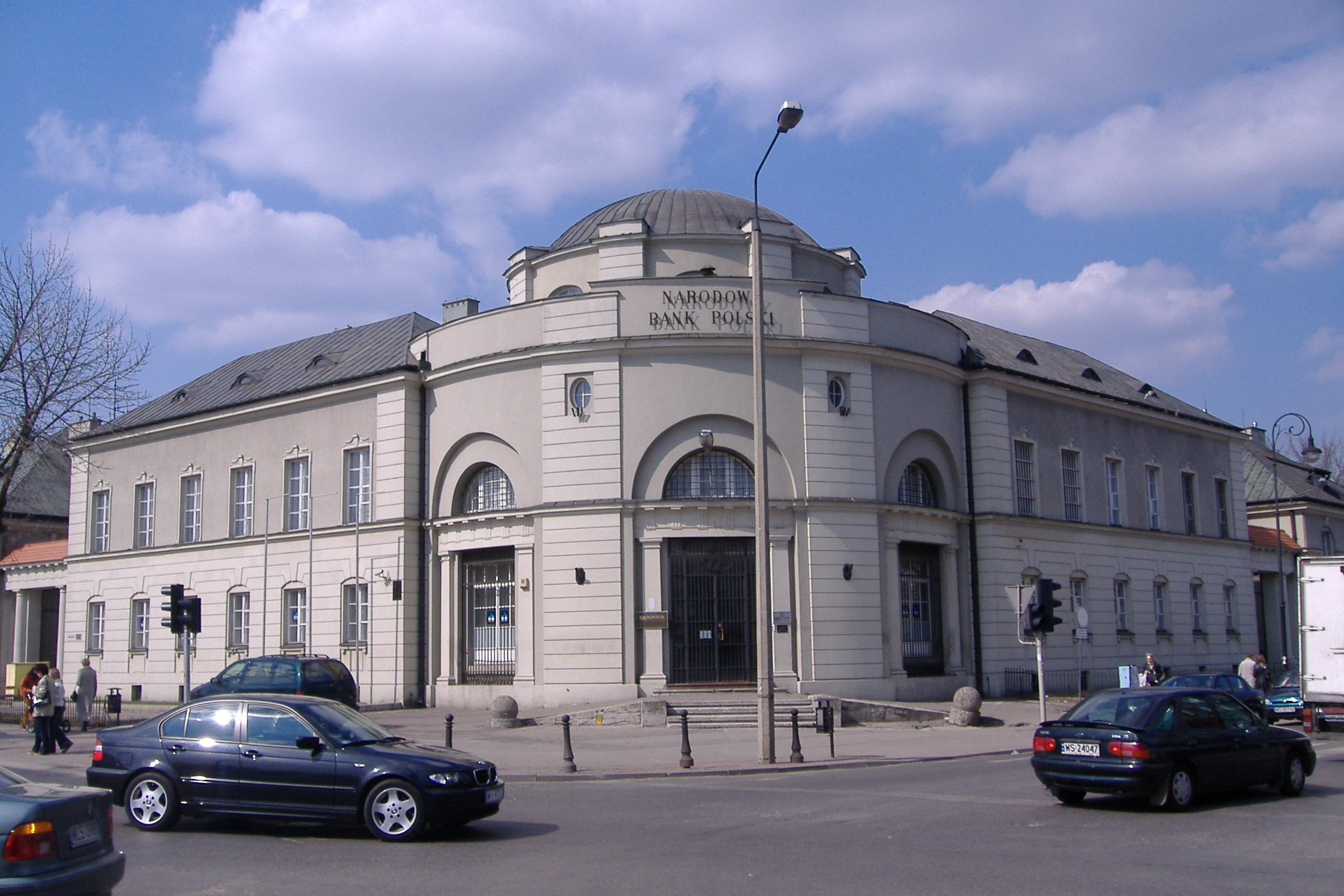
Siedlce
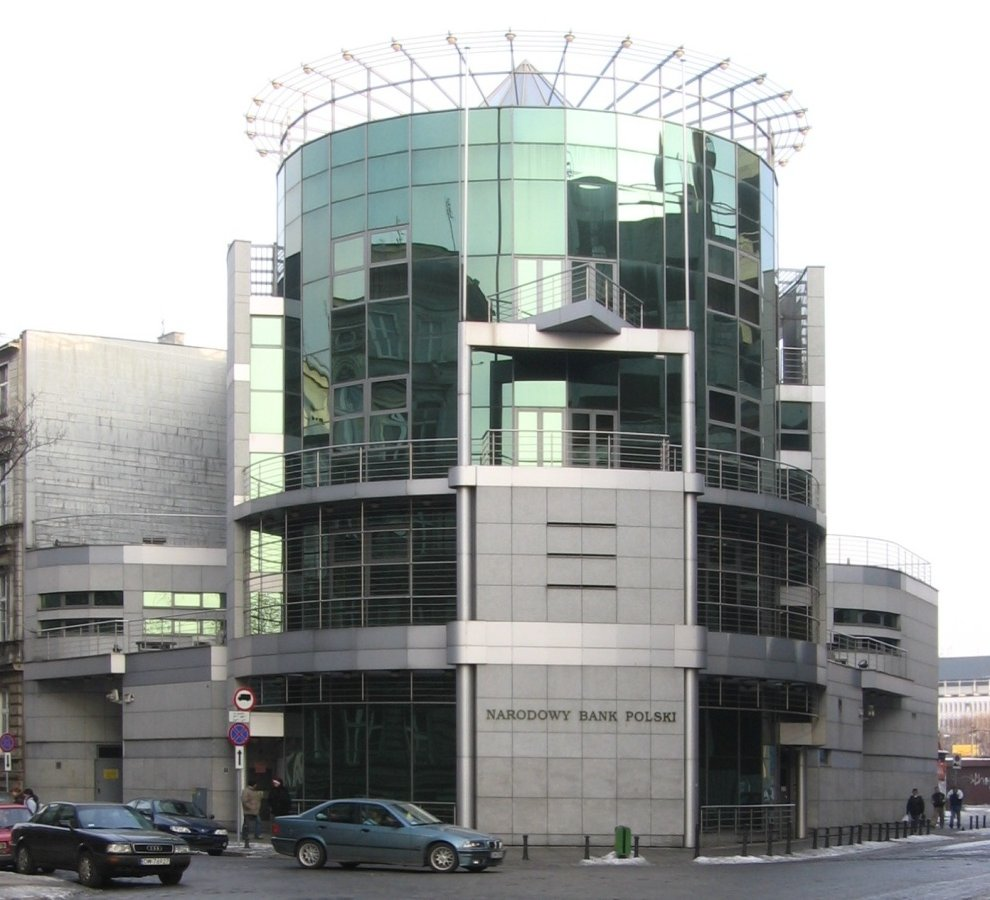
Wrocław
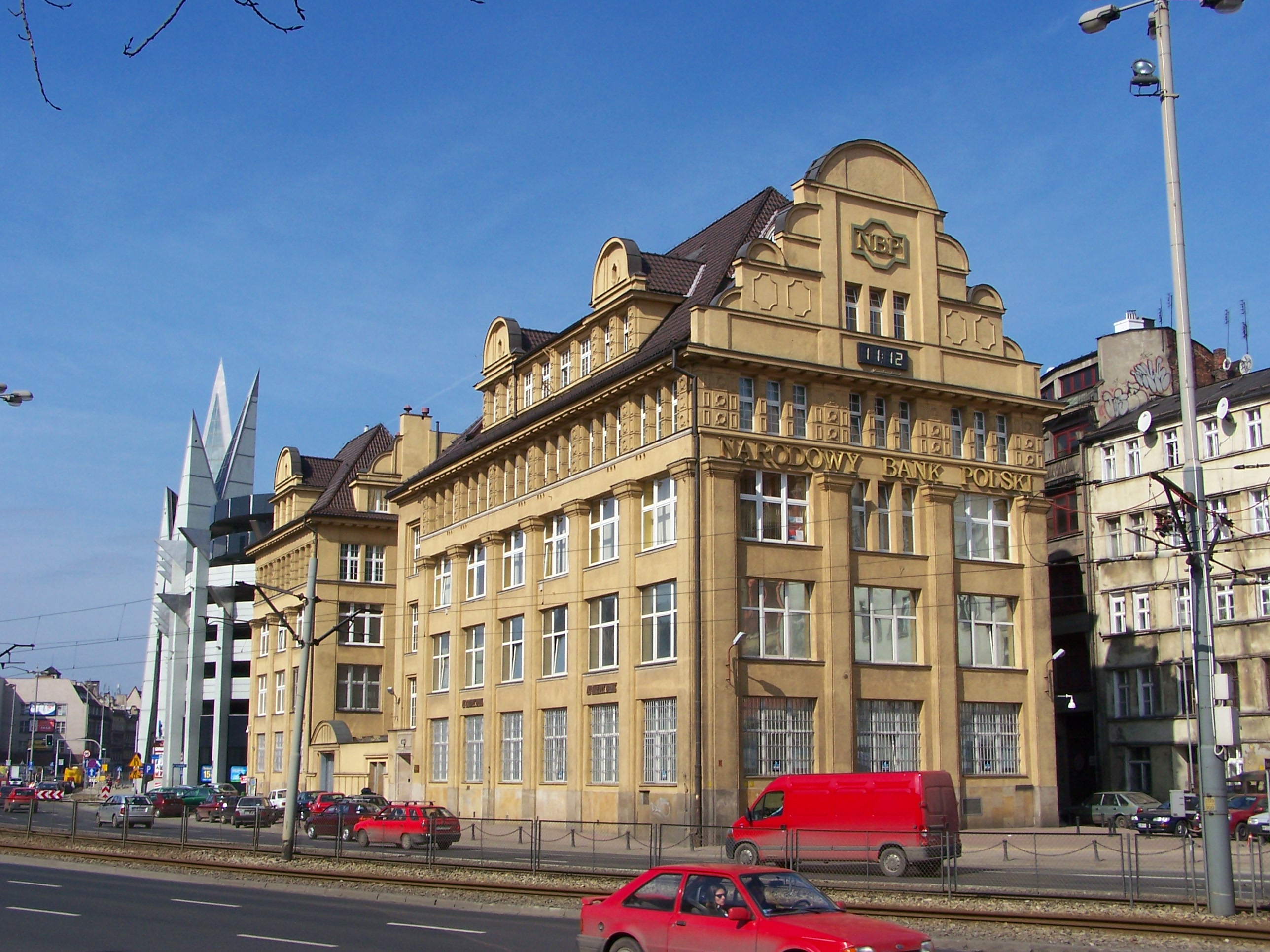
Wrocław